# 阮安寧

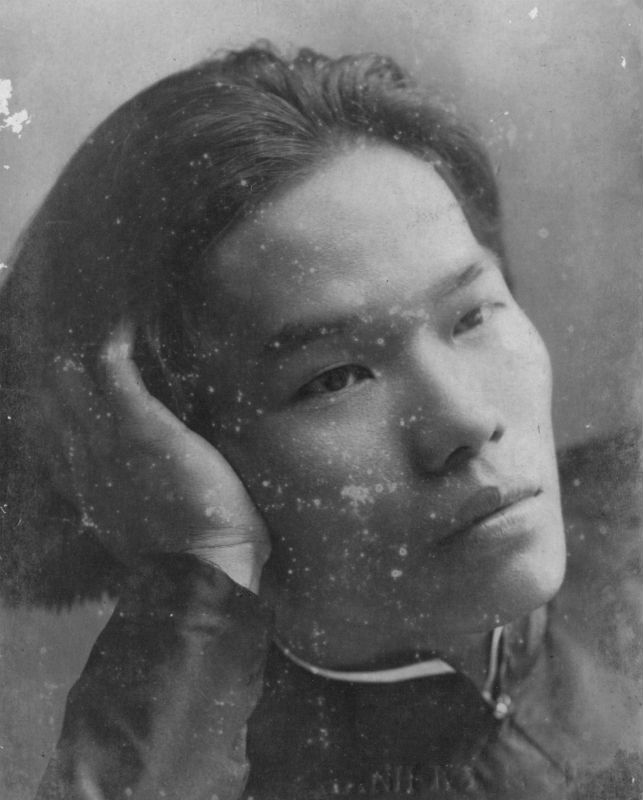
阮安宁

阮安宁（1900年9月15日—1943年8月14日），是越南在法国殖民时期的一位独立运动家、作家、革命家。
他出生在南圻堤岸省芹湥郡隆上社（今屬隆安省芹湥縣），原籍嘉定省旭門郡（今屬胡志明市旭門縣），父亲、叔叔、婶婶都是反法革命家。1924年10月12日，他出版期刊La Cloche Fêlée，强烈断然地反对殖民统治。在这个期刊出版到第19刊的时候，法国殖民政府威胁出版公司，并强制关闭了这个期刊。1925年，阮安宁去了法国，作了关于印度支那现状的陈述。
1926年3月20日，阮安宁被控扰乱和平，出版La Cloche Fêlée和鼓动人们叛乱，而被投狱18个月。1928年9月，他被控秘密结社，再判18个月监禁，于1936年12月释放。1937年7月，因为组织示威和推动叛乱再度入狱。1939年10月5日，他又因扰乱和平、密谋反对殖民政府、推动工农阶级叛乱而被拘留，判处5年监禁和10年流放。1943年8月14日，死于昆仑岛监狱。